# Le Protégé de Pluto
Pour plus de détails, voir Fiche technique et Distribution.
Le Protégé de Pluto (Pluto's Fledgling) est un court-métrage d'animation américain des studios Disney avec Pluto, sorti le 10 septembre 1948.

## Synopsis
Pluto est ennuyé par un oisillon qui est tombé dans son écuelle...

## Fiche technique
- Titre original : Pluto's Fledgling
- Titre français : Le Protégé de Pluto
- Série : Pluto
- Réalisation : Charles A. Nichols
- Scénario : Eric Gurney, Milt Schaffer
- Animation : Jack Boyd, Phil Duncan, George Kreisl, George Nicholas
- Décors : Brice Mack
- Layout : Karl Karpé
- Musique : Oliver Wallace
- Production : Walt Disney
- Société de production : Walt Disney Productions
- Société de distribution : RKO Radio Pictures
- Format : Couleur (Technicolor) - 1,37:1 - Son mono  (RCA Sound System)
- Durée : 7 min
- Langue : anglais
- Pays de production :  États-Unis
- Dates de sortie :
  - États-Unis : 10 septembre 1948[1]

## Voix originales
- Pinto Colvig  : Pluto

## Titre en différentes langues
- Finlande : Pluto ja lentämisen taito / Pluton lemmikki / Pluton linnunpoikanen / Pluton suojatti / Pluton untuvikko
- Suède : Pluto som flyglärare / Plutos fågelunge